# Arabskie Oddziały Ochronne do Zadań Specjalnych
Arabskie Oddziały Ochronne do Zadań Specjalnych (niem. Arabischen Sicherungsverbände z. b. V.) – oddziały wojskowe złożone z Arabów i Włochów działające w Afryce Północnej podczas II wojny światowej.
Po upadku antybrytyjskiego powstania w Iraku (patrz: Wojna brytyjsko-iracka 1941) pod koniec maja 1941 r., do Berlina powrócił agent niemiecki SS-Untersturmführer Franz Wimmer-Lamquet, który miał za zadanie organizować dywersję przeciwko Brytyjczykom. Tym razem otrzymał rozkaz udania się do Afryki Północnej w celu sformowania tam dywersyjnych oddziałów wojskowych. Były one złożone z Irakijczyków, biorących udział w nieudanym powstaniu, miejscowych Arabów i Włochów. Utworzono trzy szwadrony kawalerii wielbłądziej, zwanej Mehari: mauretańsko-marokański "Mehalla", tuareski "Kita" i włoski "Tabora". Liczyły one po 200-250 ludzi. Arabowie składali przysięgę na Koran. Traktowali swoją walkę jako dżihad. Ubrani byli w stroje cywilne, podobnie jak Włosi. Franz Wimmer-Lamquet i kilku innych Niemców prowadzili werbunek do oddziałów, a następnie szkolili ich w zakresie broni strzeleckiej i stosowania materiałów wybuchowych w obozie szkoleniowym "Kloster II" w Mauretanii, stanowiącym filię szkoły szpiegowskiej w Hoppenrade (kryptonim "Kloster"). Finansowanie oddziałów pochodziło z nielegalnego handlu wyrobami tytoniowymi i grabieży ludności cywilnej, co jednak zostało szybko przerwane. W działalności dywersyjnej najbardziej zasłużyli się Tuaregowie. Walczyli oni nie jako najemnicy, ale czuli się bojownikami o wolność. Działania sabotażowe polegały na wysadzaniu w powietrze mostów, odcinków dróg, czy wejść do kopalni. Po wylądowaniu w Tunezji Afrika Korps pod koniec lutego 1942 r., szwadrony nawiązały współdziałanie z DAK. Wzięły one udział w uroczystej paradzie wojsk niemiecko-włoskich w Trypolisie. Działalność oddziałów dywersyjnych SS-Untersturmführera F. Wimmera-Lamqueta całkowicie zamarła po kapitulacji Niemców i Włochów na pocz. 1943 r.